# Diga di Dumluca
La diga di Dumluca è una diga della Turchia. Si trova nella provincia di Mardin.